# Hettenshausen
Hettenshausen település Németországban, azon belül Bajorországban. Lakosainak száma 2247 fő (2023. december 31.).

## Népesség
A település népessége az elmúlt években az alábbi módon változott:
| Lakosok száma | 425  | 860  | 1157 | 1532 | 2009 | 2088 | 2080 | 2157 | 2192 | 2247 |
|               | 1875 | 1950 | 1975 | 1987 | 2012 | 2014 | 2016 | 2017 | 2021 | 2023 |